# Casiodoro de Reina

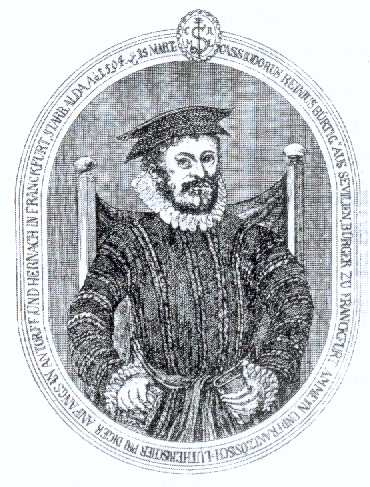
Casiodoro de Reina (ca.1520-1594)

Casiodoro de Reina foi um religioso espanhol, que nasceu em Montemolín, (Badajoz) na Espanha, em torno de 1520 e faleceu em Frankfurt am Main, na atual Alemanha, em 1594.
Ingressou no monastério jerônimo de San Isidoro del Campo, em Sevilha como monge e teve conta(c)tos com o luteranismo, pelo qual se converteu em partidário da Reforma protestante. Desde então, a Inquisição o perseguiu, devido em parte a distribuição clandestina da tradução do Novo Testamento de Juan Pérez de Pineda. Terminada a repressão, preferiu abandonar o monastério e fugir com os seus amigos de confiança para Genebra, em 1557 (entre eles acompanhou Cipriano de Valera).
Sem dúvida, o que viu em Genebra não foi de seu agrado: a execução de Miguel Servet, que foi cumprida em 1553 e o tratamento dado aos dissidentes era muito controvertido. Reina era oposto à execução de hereges reais ou supostos, por considerá-la uma afronta ao testemunho de Jesus. Traduziu secretamente o livro de Sebastian Castellion "Sobre os hereges", De herectis an sint persequendi, que condena as execuções por razão de consciência e documenta a volta do cristianismo original à semelhante prática. 
Embora Casiodoro de Reina foi firmemente trinitário e, portanto, não compartilhava as crenças unitárias, a causa das quais Servet foi queimado na fogueira da Inquisição, não podia aceitar que executasse alguém por suas crenças. Entrou em contradição com Calvino, e a rigidez imperante o fez dizer que "Genebra se converteu em uma nova Roma", pelo que decidiu retornar a Frankfurt am Main. Sustentava, ao contrário da opinião dominante, que os anabatistas pacifistas os devia considerar "como irmãos".
Entretanto, a Inquisição católica realizou em Sevilha, em Abril de 1562, um "auto de fé" em que foi queimada uma imagem de Casiodoro de Reina. Suas obras foram incluídas no Índice dos Livros Proibidos (Index Librorum Prohibitorum) e foi declarado "heresiarca" (chefe dos hereges).
Na Inglaterra, de onde a rainha Elizabeth I o concedeu permissão de pregar aos espanhóis perseguidos, foi ordenado em 1562 como pastor da Igreja da Inglaterra no templo de Santa Maria de Hargs, e ali inicia a tradução da Bíblia para a língua castelhana, a segunda depois da Poliglota, sendo, porém a mais conhecida e difundida mundialmente. Caluniado, fugiu para Antuérpia, em Janeiro de 1564, passando enormes dificuldades econômicas para poder terminar a tradução da Bíblia.  
Escreveu afinal o primeiro grande livro contra a Inquisição, Algumas artes da Santa Inquisição espanhola, publicado em Heidelberg, em 1567 sob o pseudônimo de Reginaldus Gonsalvius Montanus. A obra foi editada em latim, porém, foi traduzida imediatamente para o inglês, holandês, francês e alemão.

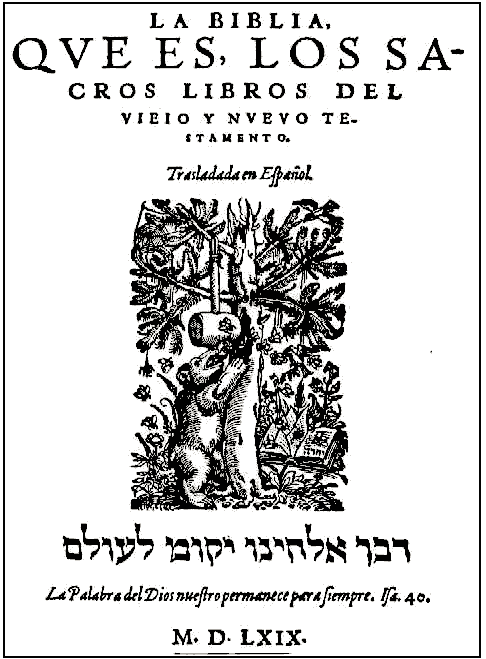
Frontispício da Bíblia do Urso, Basileia, 1569

Sua versão castelhana da Bíblia, foi conhecida como La Biblia del Oso (A Bíblia do Urso), foi publicada finalmente em Basileia, em 1569. Líderes cristãos e o Conselho Municipal dessa cidade haviam apoiado a obra com todas as suas forças, e como mostra de gratidão, Casiodoro de Reina doou um exemplar para a Biblioteca da Universidade de Basileia. A tiragem da primeira edição foi de 2600 exemplares, porém apesar dos obstáculos que havia para a sua venda, em 1596 já havia se esgotado totalmente.
Esta obra foi a primeira Bíblia cristã completa impressa em idioma castelhano, o que hoje é reconhecido como seu mais valioso trabalho. A Bíblia de Valera, publicada em 1602, é na realidade, uma edição corrigida da tradução de Reina, tal como se reconhece nas versões contemporâneas Reina-Valera, as quais, sem dúvida, suprimem os livros deuterocanônicos traduzidos por Reina e colocados como apêndices na edição de Valera, à maneira da Bíblia de Lutero.
Casiodoro de Reina viveu em Antuérpia até 1585, ano em que as tropas de Filipe II se apoderam da cidade, e retornou a Frankfurt am Main, de onde o haviam concedido a cidadania em 1573. Durante oito anos ele sustentava com o seu trabalho num comércio de sedas que ele estabeleceu. Tendo mais de 70 anos, foi eleito pastor auxiliar em 1593. Exerceu o seu ministério durante oito meses, até que morreu em 15 de março de 1594.
Além da tradução da Bíblia e outras traduções, são originais de Reina as seguintes obras:
- Confessión de Fe christiana, hecha por ciertos fieles españoles, los cuales, huyendo los abusos de la Iglesia Romana y la crueldad de la Inquisición d'España, dexaron su patria, para ser recibidos de la Iglesia de los fieles, por hermanos en Christ -  1559
- Algunas artes de la Santa Inquisición española -  1567,
- Comentários aos Evangelhos de João e Mateus,  publicados em latim em Frankfurt - 1573
- Catecismo 1580, publicado em latim, francês e holandês.
- Estatutos para a sociedade de ajuda aos pobres e perseguidos, em Frankfurt.